# 3138 Ciney
3138 Ciney è un asteroide della fascia principale. Scoperto nel 1980, presenta un'orbita caratterizzata da un semiasse maggiore pari a 2,2258404 UA e da un'eccentricità di 0,0750546, inclinata di 4,61424° rispetto all'eclittica.
L'asteroide è dedicato al comune belga di Ciney.